# Mikhaïl Sajine
Mikhaïl Makarovitch Sajine ou Mikhail Makarevich Sazhin (en russe : Михаил Макарович Сажин), né en 1818 à Galitch, gouvernement de Kostroma, Empire russe et mort en 1885 à Omsk, Empire russe, est un peintre paysagiste ukrainien, sujet de l'Empire russe.

## Biographie
Mikhaïl Sajine étudie entre 1834 et 1840 à l'Académie russe des Beaux-arts de Saint-Pétersbourg, dont il devient membre en 1855. En 1844, il s'installe en Ukraine, rencontre Taras Chevchenko à Kiev, qu'il connaissait probablement déjà de Saint-Pétersbourg, et travaille avec lui de 1846 jusqu'à son arrestation en 1847, près du Maïdan, dans le centre de Kiev, dans une maison qui abrite aujourd'hui la maison-musée Taras Chevtchenko (uk), une branche du Musée national Taras Chevtchenko (uk). 
Certains de ses peintures y sont conservées. Les autres se trouvent au Musée national d'art d'Ukraine de Kiev, au Musée russe de Saint-Pétersbourg, et dans le Musée national de Varsovie. Une rue de Kiev a été nommée en son honneur en 1962.  

## Œuvres
Ses œuvres sont pour l'essentiel des paysages mêlant l'urbain et le rural dans une perspective pittoresque. Elles offrent de ce fait des vues intéressantes et inattendues de la ville de Kiev et de son quartier de Podil depuis les collines environnantes avant l'invention de la photographie.

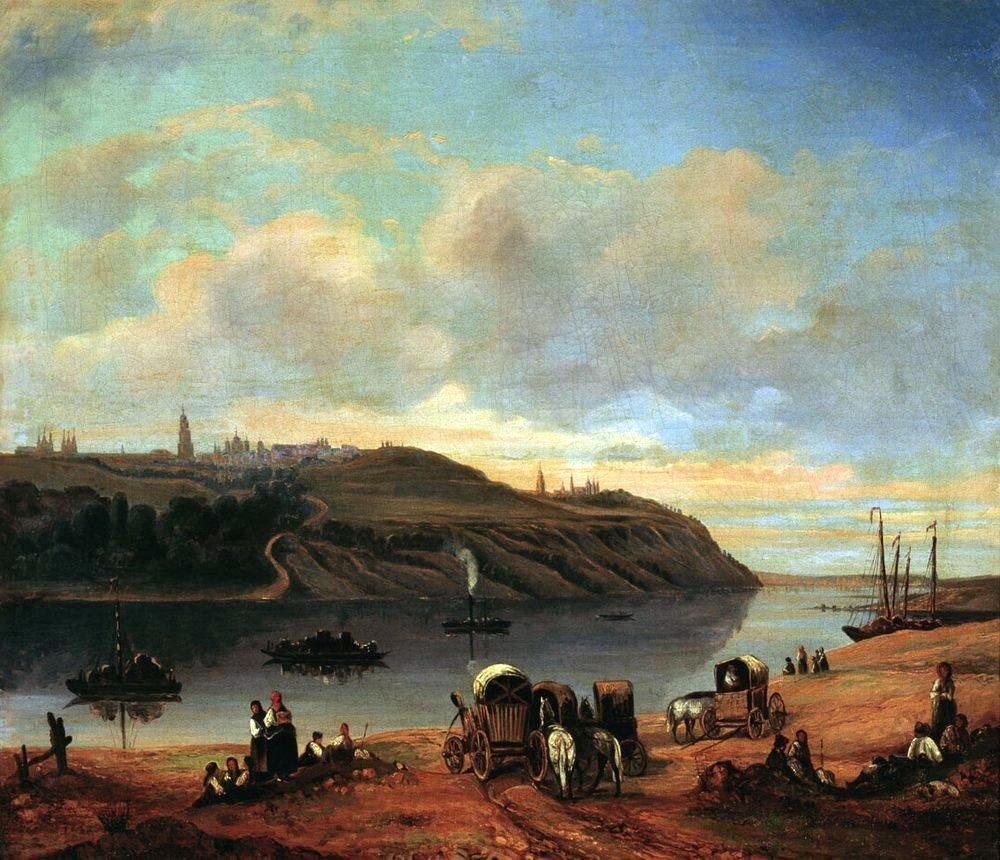
Vue sur Kiev depuis le Dnepr.
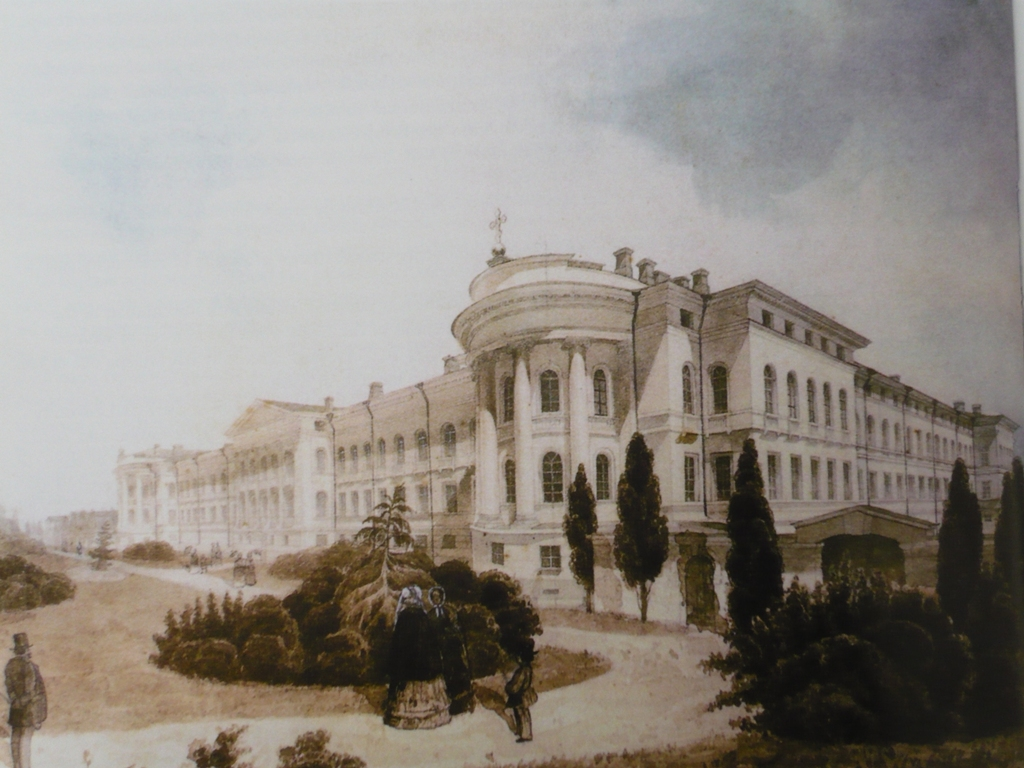
Vue sur l'Université nationale Taras-Chevtchenko de Kiev.
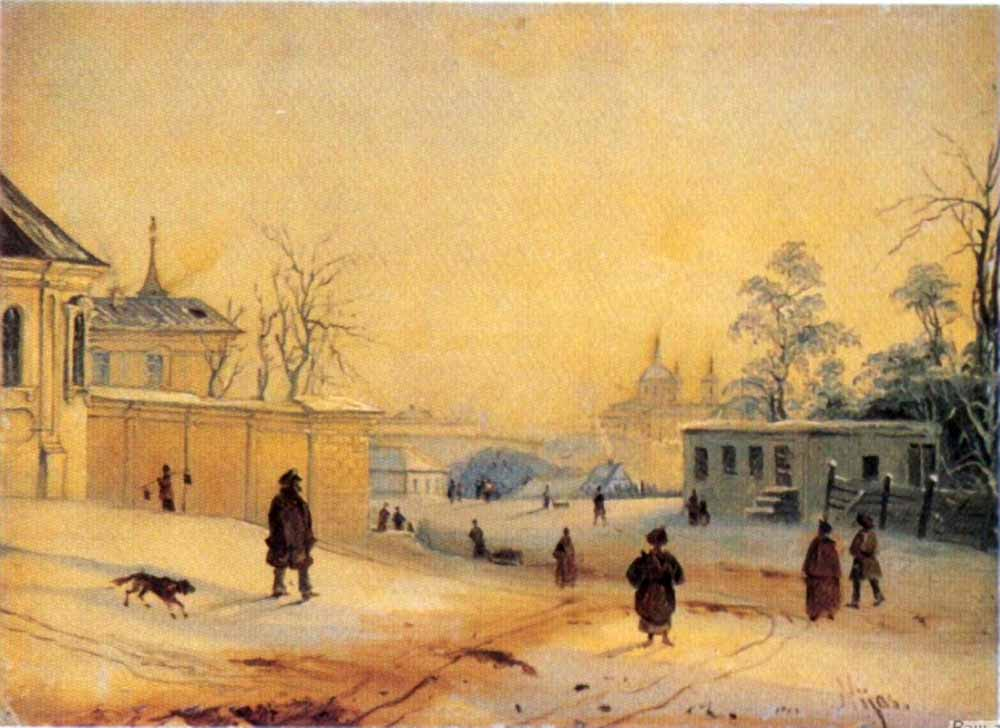
Vue depuis la colline de Saint Vladimir, Kiev.
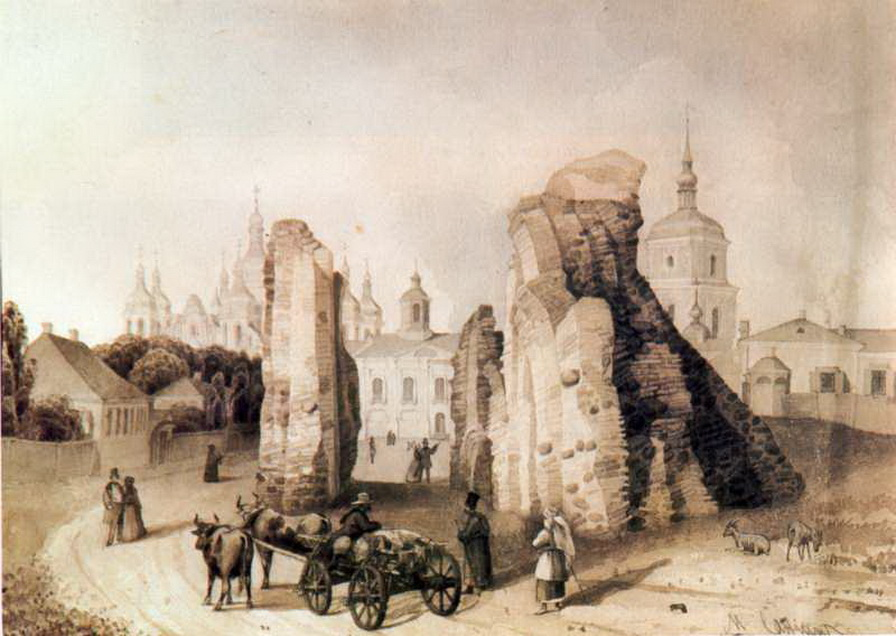
La Porte dorée, 1846.
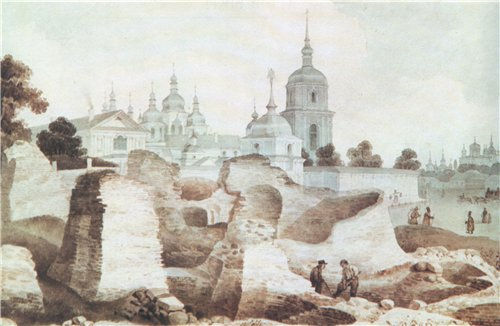
Ruines du monastère de Sainte Irène et en fond la Cathédrale Sainte-Sophie de Kiev. Kiev, 1846.
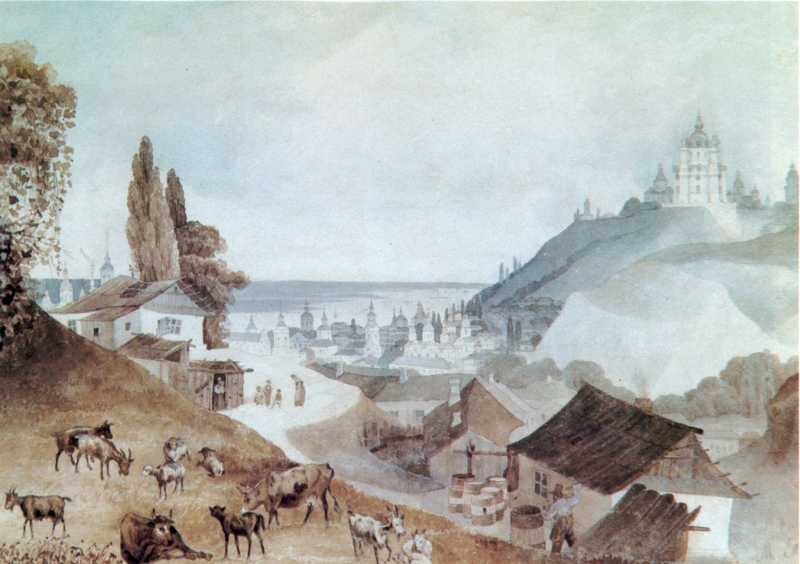
Vue de Podil depuis la colline de Chtchekavitsa, Kiev.
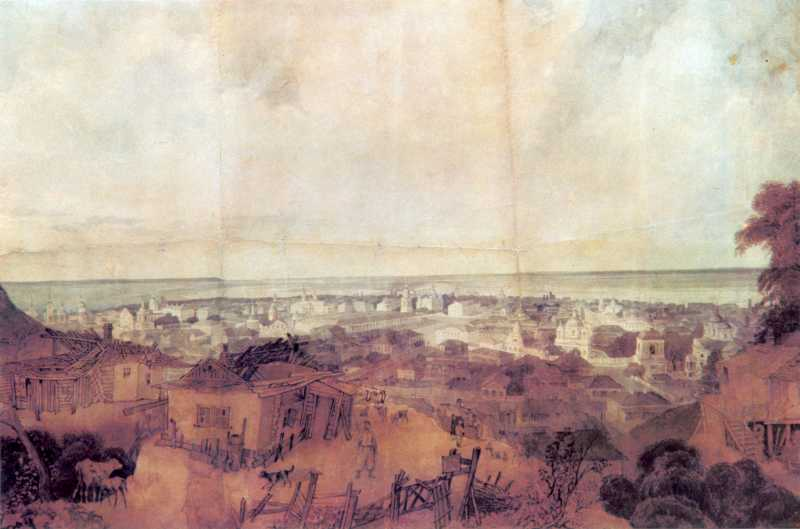
Panorama de Podil, Kiev.
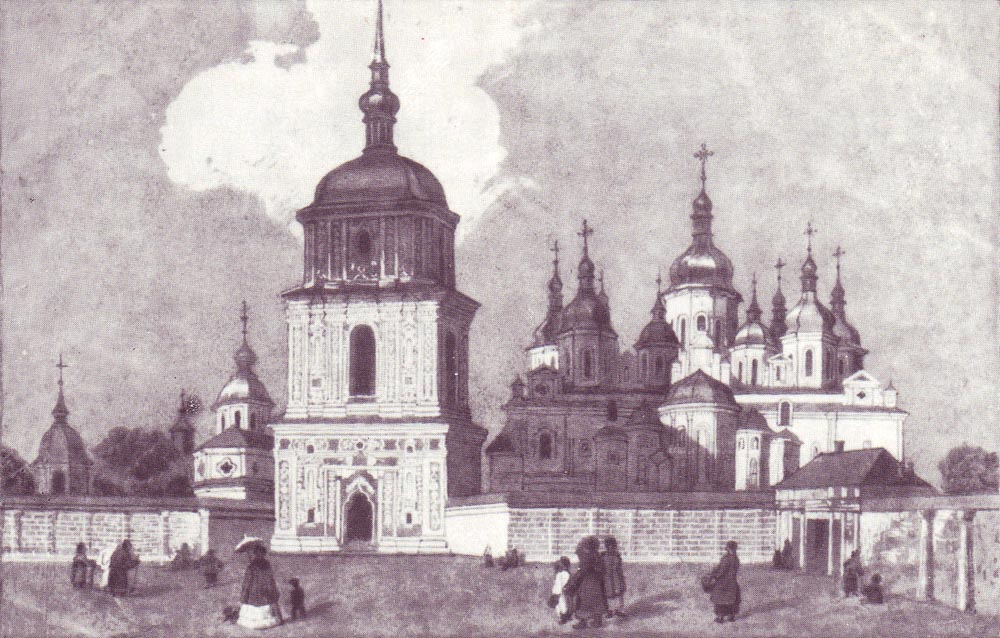
Vue de la Cathédrale Sainte-Sophie de Kiev.
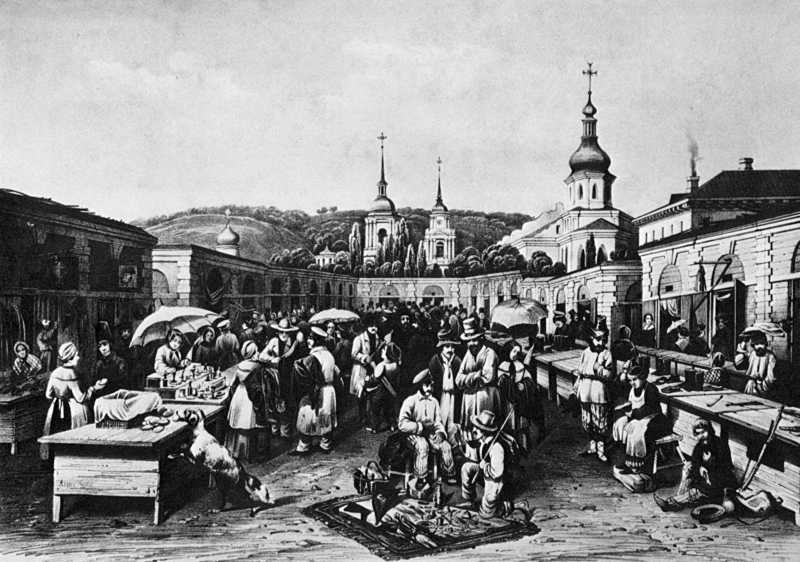
Vue sur la place des Contrats de Podil et en fond les clochers du monastère Florivski, Kiev
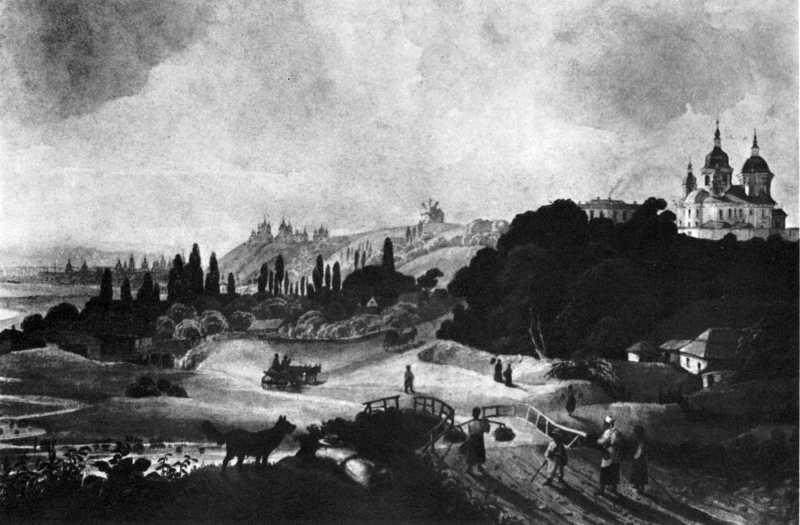
Vue de Kourenivka. Les clochers du Monastère Saint-Cyrille-de-Dorogojitch sur la droite.
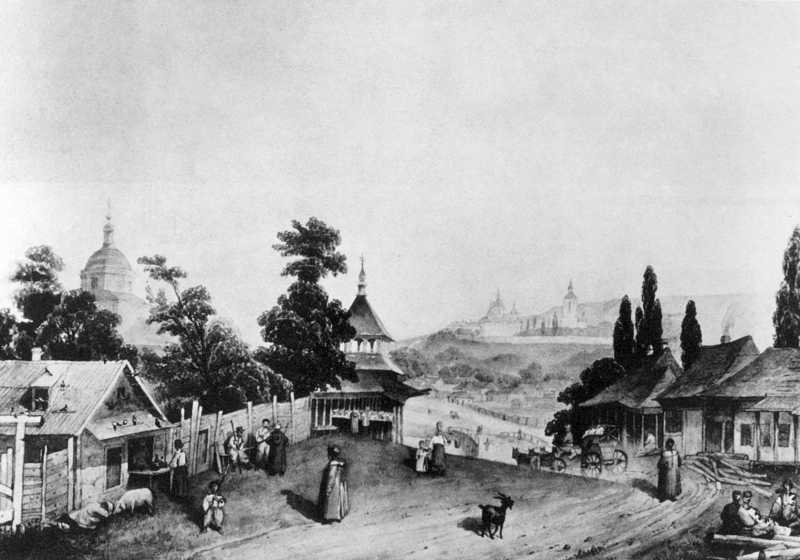
Vue de Kourenivka.
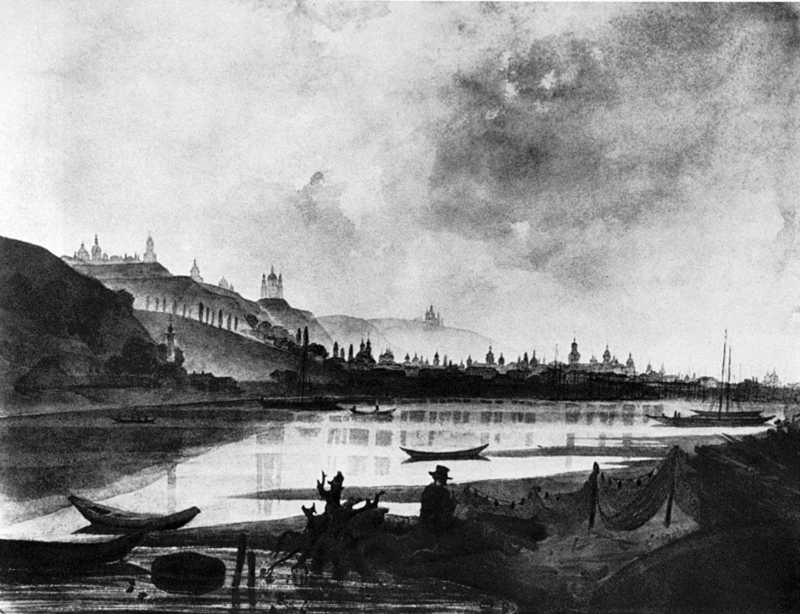
Vue sur Kiev et, sur la droite, de Podil depuis le Dnepr.
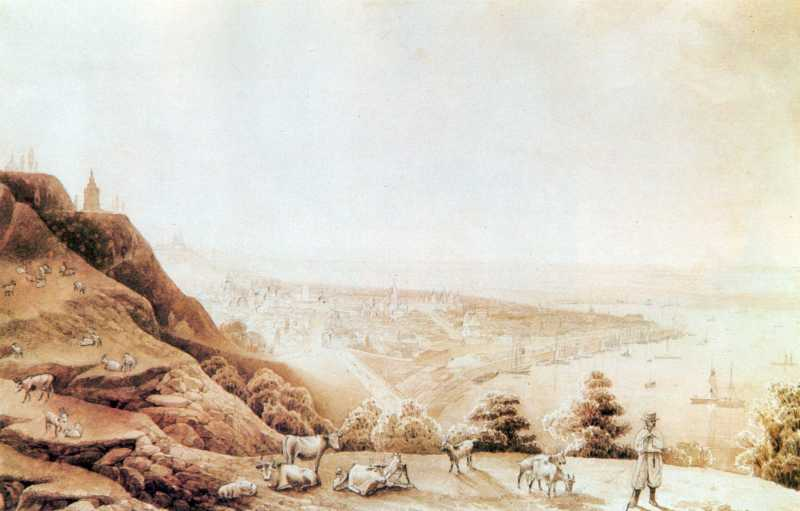
Vue sur Podil.
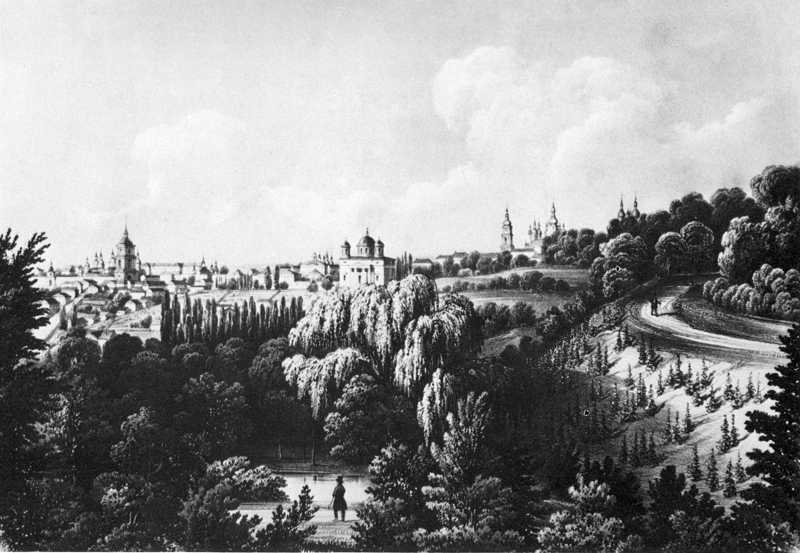
Vue de Kiev depuis le jardin impérial.
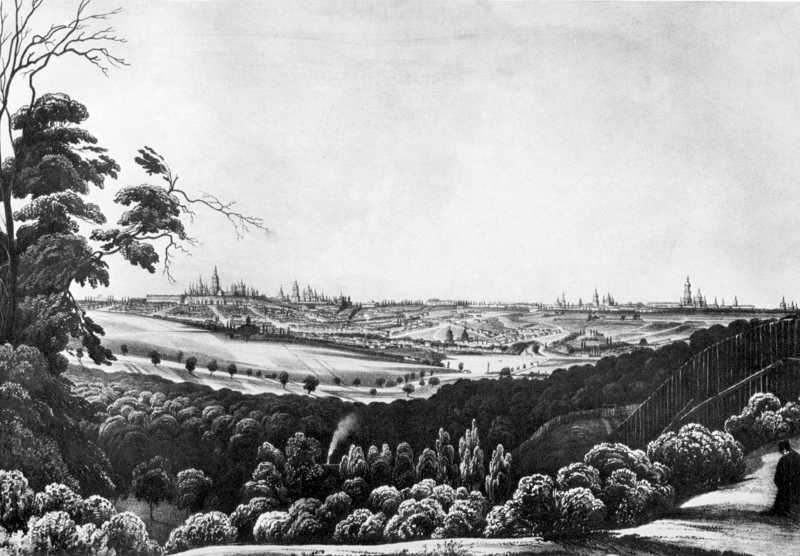
Vue de Kiev.